# مستغفری
جعفر بن محمد مستغفری، خطیب، طبیب و تاریخدان قرن پنجم هجری در خراسان بزرگ بوده است. مشهورترین اثر او کتاب «الطِّبّ» است.

## شاگردان
- فرزندش، ابوذر بن جعفر بن محمد مستغفری
- ابومحمد عبدالعزیز نخشبی نسفی
- قاضی ابومنصور سمعانی جد أعلای ابوسعد سمعانی
- حافظ ابومحمد حسن بن احمد سمرقندی
- قاضی ابوعلی حسن بن عبدالملک

## برخی آثار
- «الدَّعَوات»
- «الشَّمَائِل»
- «تَاریخ نَسَف»
- «الطِّبّ»، معروف به طب النبی.
- «تَاریخ کِشْ»